# Kalanchoe peltata
Kalanchoe peltata ist eine Pflanzenart der Gattung Kalanchoe in der Familie der Dickblattgewächse (Crassulaceae).

## Beschreibung

### Vegetative Merkmale
Kalanchoe peltata ist eine ausdauernde, vollständig kahle Pflanze, die Wuchshöhen von 100 bis 200 Zentimeter erreicht. Ihre in der Regel einfachen, schlanken Triebe sind aufrecht, niederliegend oder niederliegend-aufrecht. Die schildförmigen Laubblätter sind gestielt. Der schlanke, oberhalb der Basis der Spreite angeheftete Blattstiel ist etwas stängelumfassend und 2 bis 10 Zentimeter lang. Ihre eiförmige bis dreieckige Blattspreite ist 3 bis 12 Zentimeter lang und 2,5 bis 7 Zentimeter breit. Manchmal ist sie schwärzlich gefleckt. Ihre Spitze ist stumpf, die Basis gerundet. Der Blattrand ist undeutlich gekerbt bis grob buchtig gezähnt.

### Generative Merkmale
Der Blütenstand besteht aus lockeren, ebensträußigen Rispen und ist 4 bis 16 Zentimeter breit. Die hängenden Blüten befinden sich an fadenförmigen, 0,6 bis 4 Millimeter langen Blütenstielen. Der blassgrüne Kelch ist glockenförmig, die Kelchröhre 2 bis 4,5 Millimeter lang. Die eiförmigen bis kreisrunden Kelchzipfel weisen eine Länge von 2 bis 4 Millimeter auf. Die Blütenkrone ist weißlich, rosafarben, rosagelb, gelbgrün oder leuchtend rot. Die röhrig-glockenförmige bis urnenförmige Kronröhre ist 22 bis 32 Millimeter lang. Ihre eiförmigen bis kreisrunden Kronzipfel weisen eine Länge von 6 bis 10 Millimeter auf und sind etwa 6 Millimeter breit. Die Staubblätter sind oberhalb der Mitte der Kronröhre angeheftet und ragen aus der Blüte heraus. Die nierenförmigen Staubbeutel besteht aus weit auseinanderstehenden Lappen und ist etwa 2 Millimeter lang. Die verkehrt eiförmigen bis rechteckigen Nektarschüppchen weisen eine Länge von 1,3 bis 2 Millimeter auf. Das Fruchtblatt weist eine Länge von 6 bis 8 Millimeter auf. Der Griffel ist etwa 3 Millimeter lang.

## Systematik und Verbreitung
Kalanchoe peltata ist auf Madagaskar im laubabwerfenden und Regenwald auf schattigen und feuchten Felsen in Höhen von bis zu 1600 Metern verbreitet.
Die Erstbeschreibung als Kitchingia peltata durch John Gilbert Baker wurde 1883 veröffentlicht. Henri Ernest Baillon stellte die Art 1885 in die Gattung Kalanchoe.

## Nachweise